# David Murray
David Murray (Edimburgo, Escócia, 28 de dezembro de 1909 – Las Palmas de Gran Canaria, Espanha, 5 de abril de 1973) foi um automobilista britânico nascido na Escócia que participou de 5 Grandes Prêmios de Fórmula 1 de 1950 até 1952.

## Fórmula 1[1]
(Legenda)
| Ano  | Equipe   | Chassis          | Motor             | 1         | 2   | 3   | 4   | 5         | 6        | 7         | 8   | Pontos | Posição |
| ---- | -------- | ---------------- | ----------------- | --------- | --- | --- | --- | --------- | -------- | --------- | --- | ------ | ------- |
| 1950 | Maserati | Maserati 4CLT/48 | Maserati 4CLT L4c | GBR Ret D | MON | 500 | SUI | BEL       | FRA      | ITA Ret D |     | 0      | NC      |
| 1951 | Maserati | Maserati 4CLT/48 | Maserati 4CLT L4c | SUI       | 500 | BEL | FRA | GBR Ret D | GER NP D | ITA       | ESP | 0      | NC      |
| 1952 | Cooper   | Cooper T20       | Bristol BS1 L6c   | SUI       | 500 | BEL | FRA | GBR Ret D | ALE      | HOL       | ITA | 0      | NC      |

### 24 Horas de Le Mans[2]
| Ano  | Equipe       | Nº | Co-Pilotos    | Chassi              | Pneus | Classe | Voltas | Posição Geral | Posição Na Categoria |
| Ano  | Equipe       | Nº | Co-Pilotos    | Motor               | Pneus | Classe | Voltas | Posição Geral | Posição Na Categoria |
| ---- | ------------ | -- | ------------- | ------------------- | ----- | ------ | ------ | ------------- | -------------------- |
| 1937 | David Murray | 28 | Pat Fairfield | Frazer Nash-BMW 328 |       | S 2.0  | 8      | DNF           | DNF                  |
| 1937 | David Murray | 28 | Pat Fairfield | BMW 2.0L I6         |       | S 2.0  | 8      | DNF           | DNF                  |